# بويد جورجي
بويد جورجي (بالإنجليزية: Boyd Georgi)‏ هو مهندس معماري أمريكي، ولد في 1914، وتوفي في 19 أكتوبر 1999.